# Frans I av Liechtenstein
Frans I av Liechtenstein, född 28 augusti 1853 på Slottet Liechtenstein, död 25 juli 1938 i Feldsberg, var furste av Liechtenstein 1929-1938.
Han var son till Aloys II av Liechtenstein och yngre bror till sin företrädare på tronen, Johan II av Liechtenstein. Han var gift (1929) med Elisabeth von Gutman (1875-1947) i hennes andra gifte.

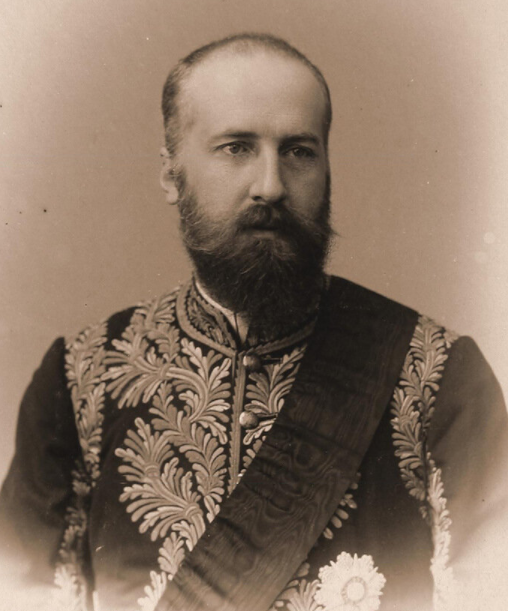
Frans som ambassadör i Ryssland 1898.

För han blev furste, var han verksam som militär och diplomat. 1894–1898 var han Österrike-Ungerns ambassadör i Ryssland.
Frans abdikerade 1938 och efterträddes av Frans Josef II av Liechtenstein, som var sonson till hans äldste kusin och hans syster Henriette.